# Yoshiaki Shimojo
Yoshiaki Shimojo (下條 佳明, Shimojo Yoshiaki, Nagano, 10 mei 1954) is een Japans voormalig voetballer die als verdediger speelde en voetbaltrainer.

## Carrière
Shimojo begon zijn carrière in 1978 bij Nissan Motors, de voorloper van Yokohama F. Marinos. Shimojo veroverde er in 1983 de Beker van de keizer. Shimojo beëindigde zijn spelersloopbaan in 1984.
In 1985 startte Shimojo zijn trainerscarrière bij zijn Nissan Motors. Tussen 1992 en 1994 trainde hij Nissan FC Ladies (de vrouwenvoetbalclub van Yokohama F. Marinos). In 1995 werd hij bij Yokohama Flügels assistent-trainer. In 1996 keerde hij weer terug naar zijn oude club Marinos. In 2001 en 2002 werd hij bij Marinos trainer.